# 姥塚古墳 (たつの市)
姥塚古墳（うばづかこふん、馬立1号墳）は、兵庫県たつの市新宮町馬立（うまたて）にある古墳。形状は円墳。馬立古墳群を構成する古墳の1つ。兵庫県指定史跡に指定されている。

## 概要

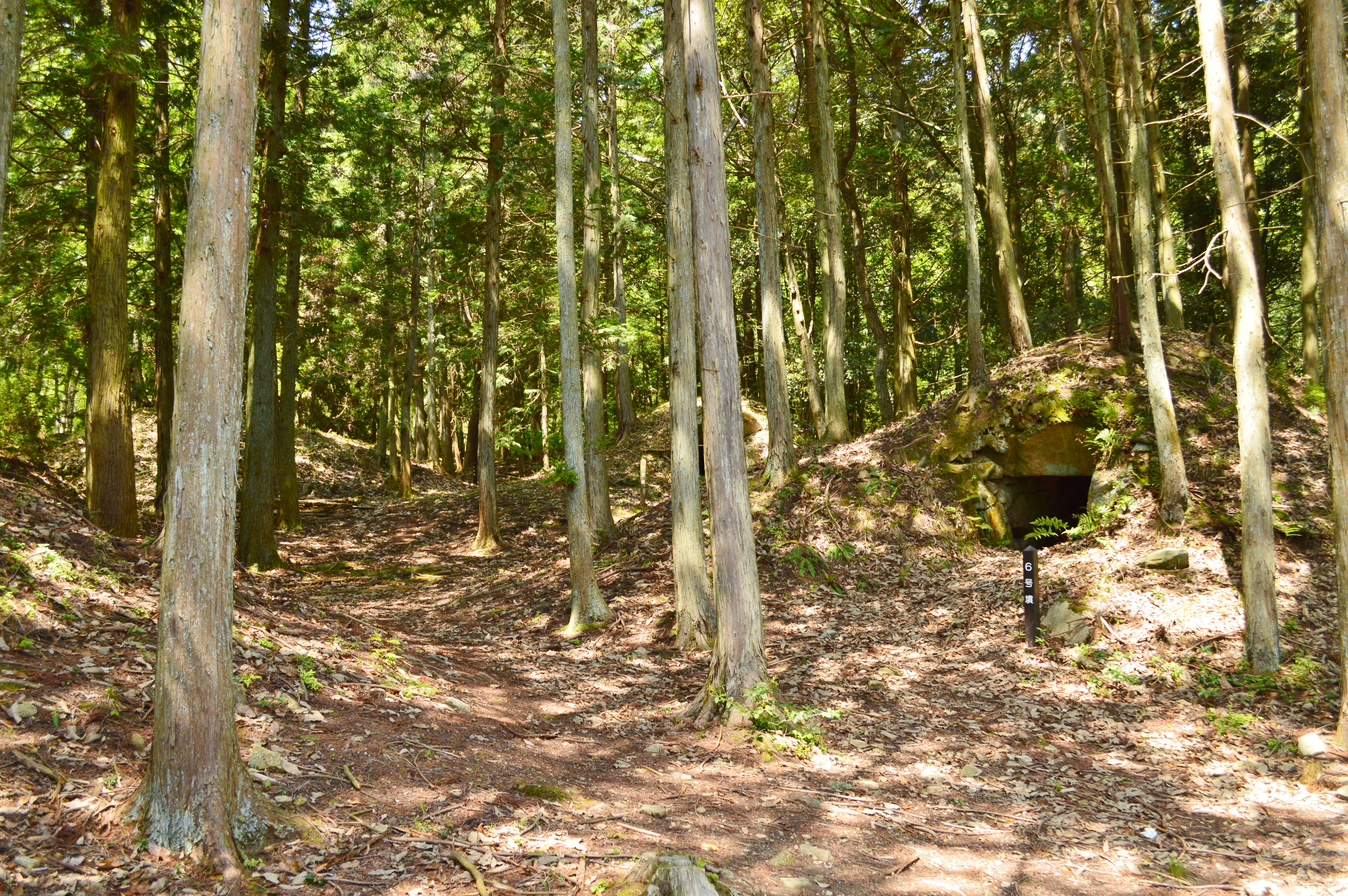
馬立古墳群

兵庫県南西部、栗栖川西岸の山麓に築造された古墳である。一帯では本古墳含む古墳32基が分布して馬立古墳群を形成しており、本古墳は馬立古墳群の東端に所在し、古墳群中では最大規模の盟主的古墳になる。1964年（昭和39年）・2001年（平成13年）に墳丘測量調査・石室実測調査が実施されているが、発掘調査は実施されていない。
墳形は円形で、直径18メートル・高さ5メートルを測る。墳丘は2段築成。埋葬施設は片袖式の横穴式石室で、南東方向に開口する。石室の壁面を急に持ち送り、ドーム状（穹窿状）の天井を形成する点で特色を示す。石室内からは玉類・須恵器が出土しており、須恵器のうち特に装飾付脚付壺が注目される。
築造時期は、古墳時代後期の6世紀中葉（TK10型式期）頃と推定され、6世紀後半頃までの追葬の可能性がある。ドーム状天井の石室は百済の宋山里型石室を祖形とすると見られ、被葬者は朝鮮半島系の渡来人または渡来系集団と密接に関わった人物と推定されるほか、そうした先進的な知識・技術を持って『日本書紀』安閑天皇条や『播磨国風土記』揖保郡条に見える「越部屯倉（三宅）」の開拓・経営を主導した人物像が指摘される。
古墳域は1976年（昭和51年）に兵庫県指定史跡に指定されている。

## 遺跡歴
- 大正年間、須恵器装飾付壺の出土[3]。
- 1961年（昭和36年）、葛野豊が「穹窿式石室古墳」として紹介[3]。
- 1964年（昭和39年）、町史編纂事業に伴う墳丘測量・石室実測調査（群馬大学・新宮町教育委員会、『播磨新宮町史』第2巻に掲載）[3]。
- 1976年（昭和51年）3月23日、兵庫県指定史跡に指定[1]。
- 1989-1991年（平成元-3年）、町内遺跡分布調査に伴う馬立古墳群の墳丘測量・石室実測調査（新宮町教育委員会、1992年に報告書刊行）[4]。
- 2001年（平成13年）8月、石室実測調査（新宮町教育委員会、2002年に報告書刊行）[4]。
- 2002年（平成14年）2月、馬立古墳群の分布再調査（新宮町教育委員会、2002年に報告書刊行）[4]。

## 埋葬施設

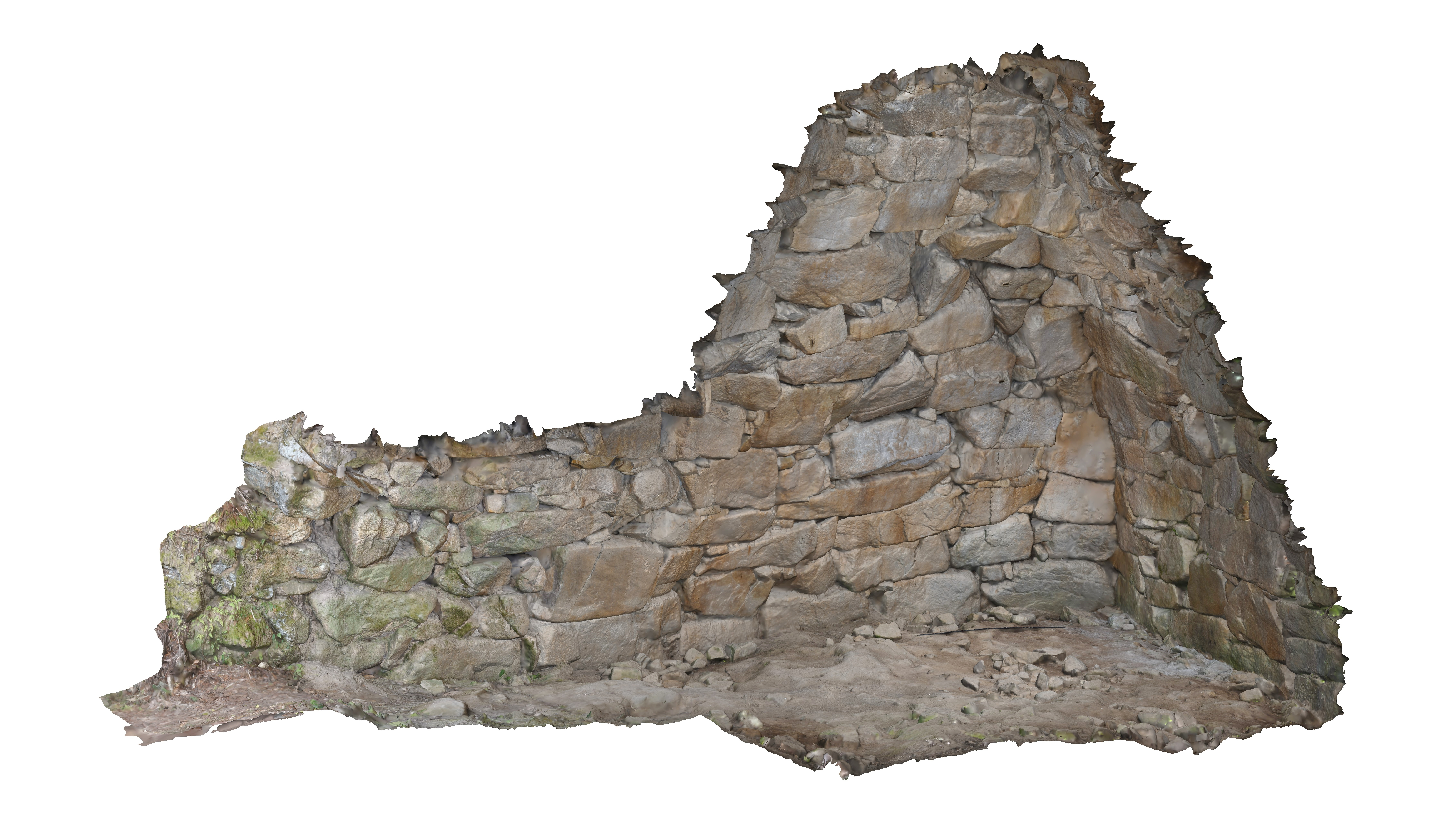
石室俯瞰図

石室展開図

埋葬施設としては片袖式横穴式石室が構築されており、南東方向に開口する。石室の規模は次の通り。
- 石室全長：8.30メートル
- 玄室：長さ3.65メートル、幅2.85-3.20メートル、高さ3.80メートル
- 羨道：長さ4.65メートル、幅1.15-1.55メートル

石室の石材は、凝灰岩の自然石・割石。玄室の平面形はやや縦長の正方形で、わずかに胴張りを呈する。玄室の奥壁・側壁は中小の石材の平積みによって構築され、下の2-3段を直立したうえで、その上部12段前後を急に持ち送り、ドーム状（穹窿状）の天井を形成する。壁面の上部では、石を壁面の両側に渡す隅消し技法が認められる。玄室の天井石は4枚（奥壁の上の1石を加味）。羨道は羨門に向かって広がる平面形で、側壁は6-7段の平積みであり、基底石より上をわずかに持ち送る。羨道の天井石は3枚。
石室内からは、大正年間に須恵器装飾付壺が、1964年（昭和39年）の石室実測調査とそれ以降に玉類（碧玉製管玉1・ガラス小玉10・滑石製臼玉1）・須恵器片（坏蓋・坏身・高坏・壺・器台など）が出土している。須恵器群の主体は6世紀中葉頃の様相であるが、装飾付壺はやや新しく、6世紀後半頃に追葬された可能性が指摘される。
播磨地方のドーム状天井の石室としては、西宮山古墳（たつの市揖西町小神、非現存）とともに最古級で最大級の規模である。

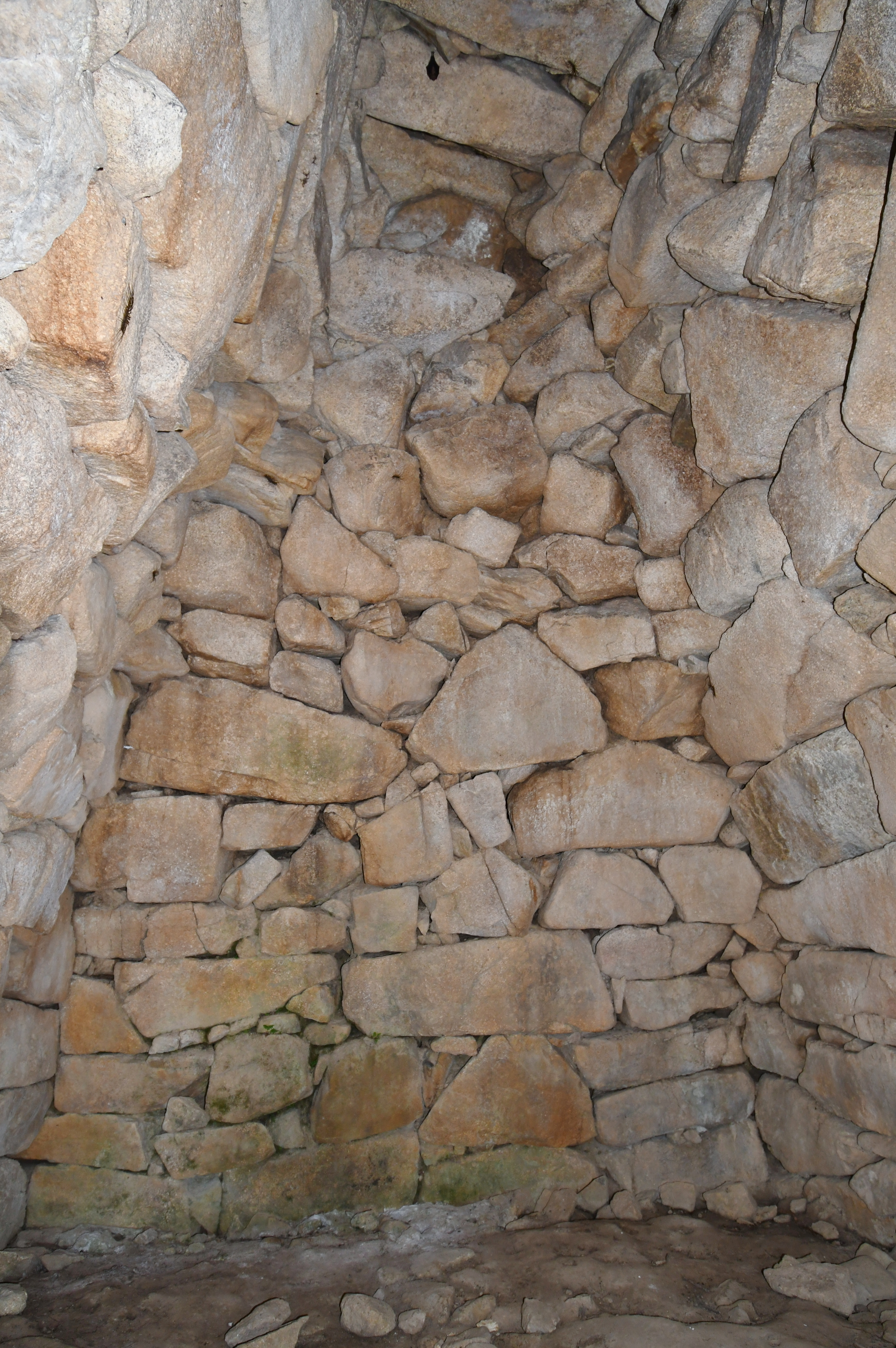
玄室（奥壁方向）
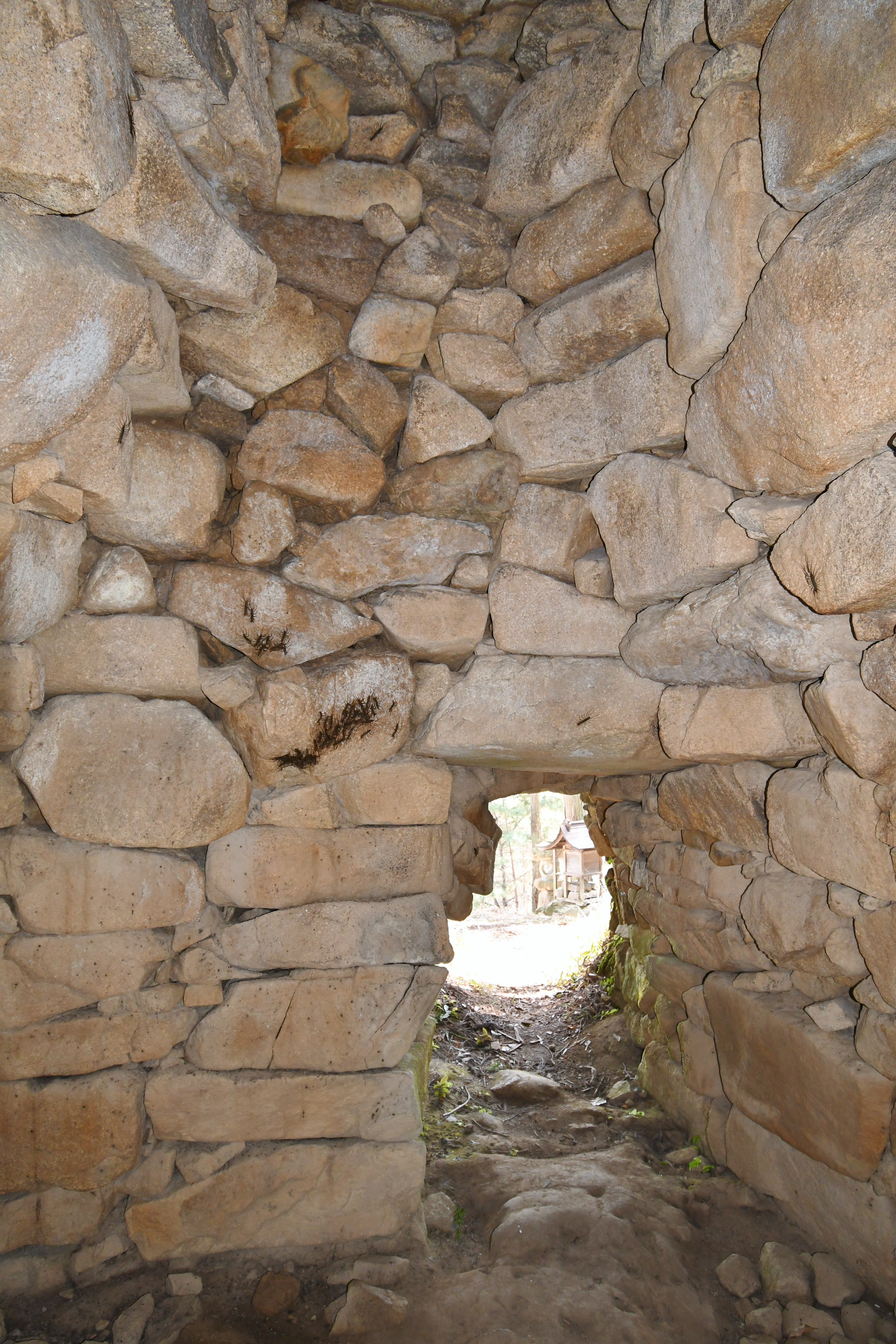
玄室（開口部方向）
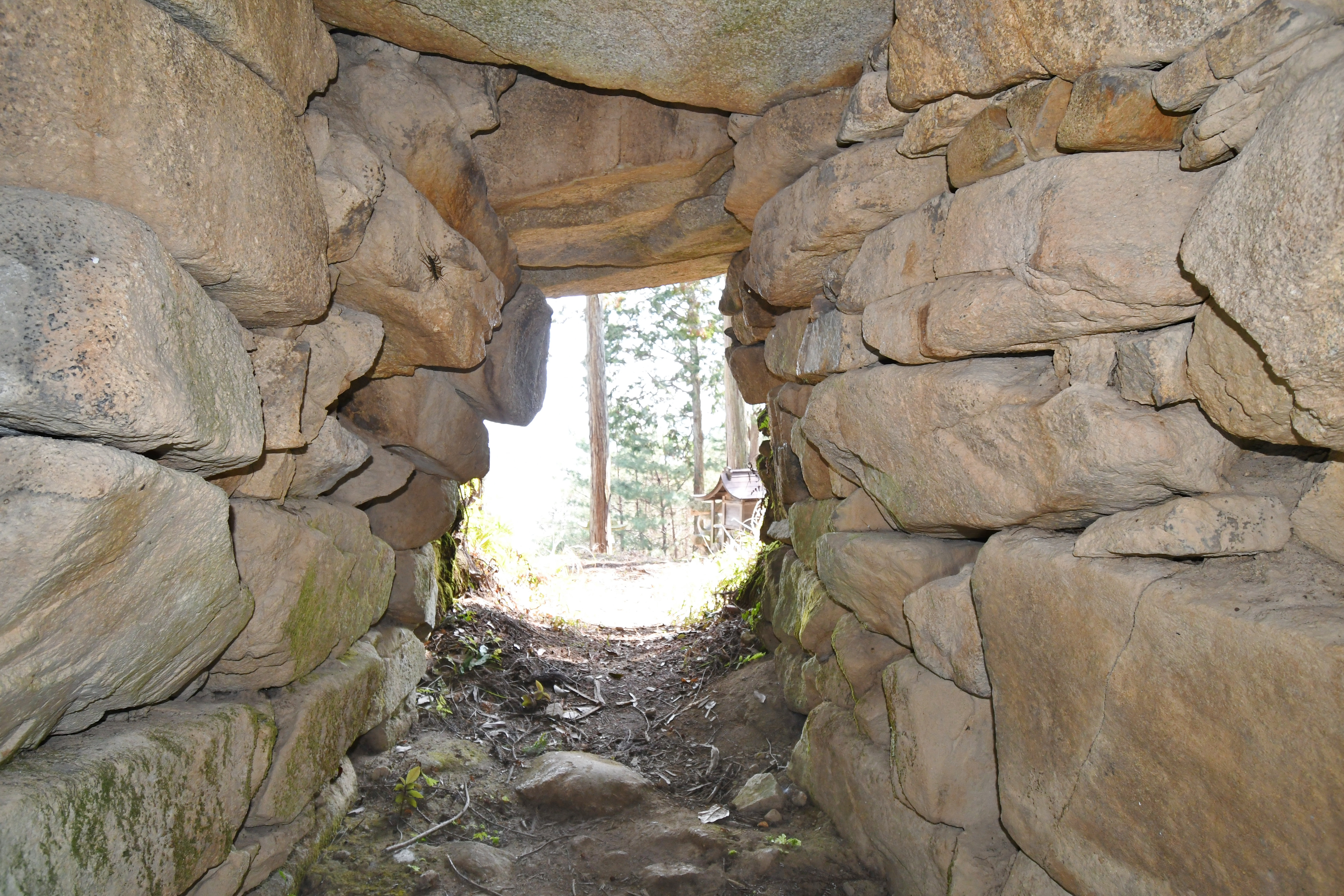
羨道（開口部方向）
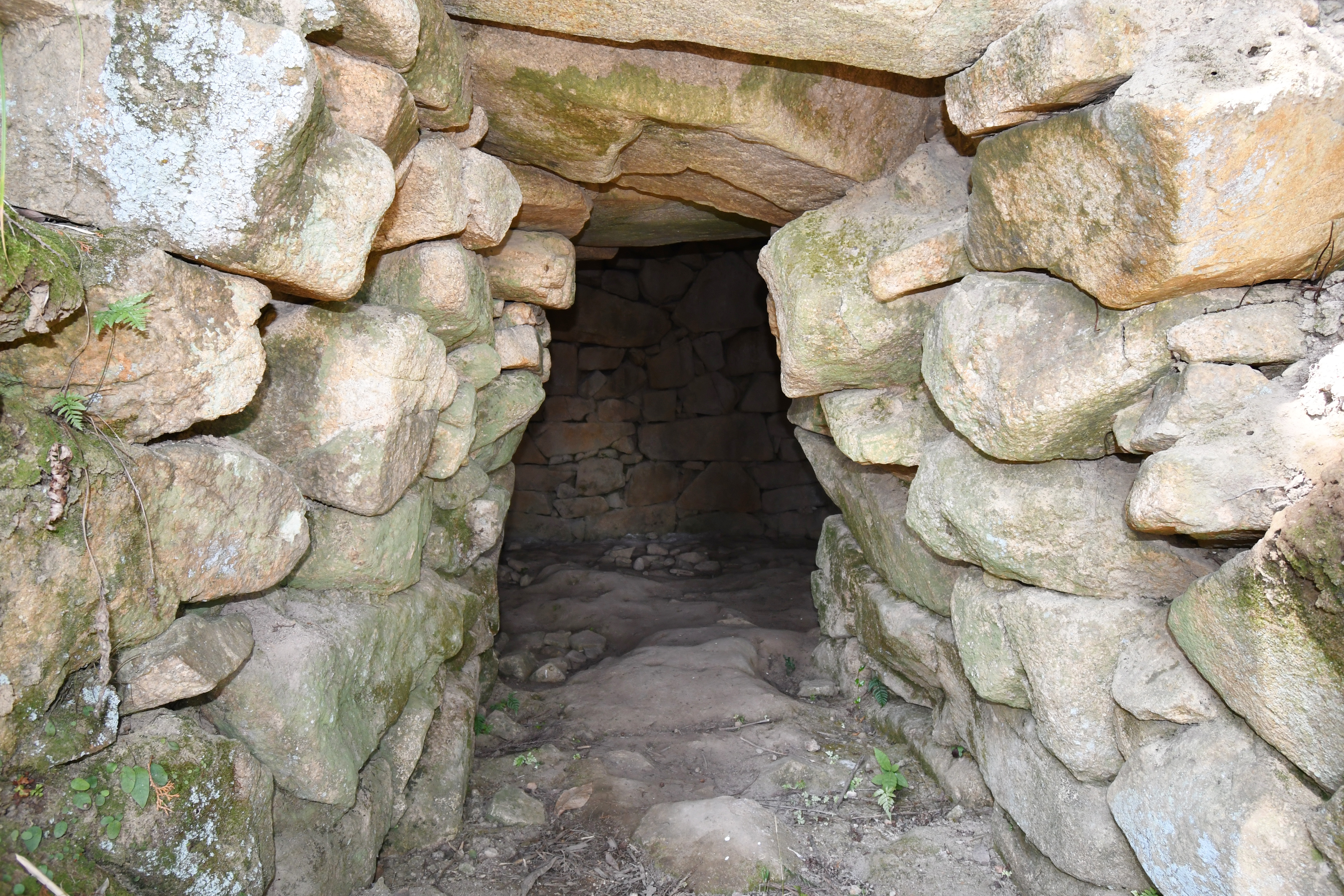
羨道（玄室方向）
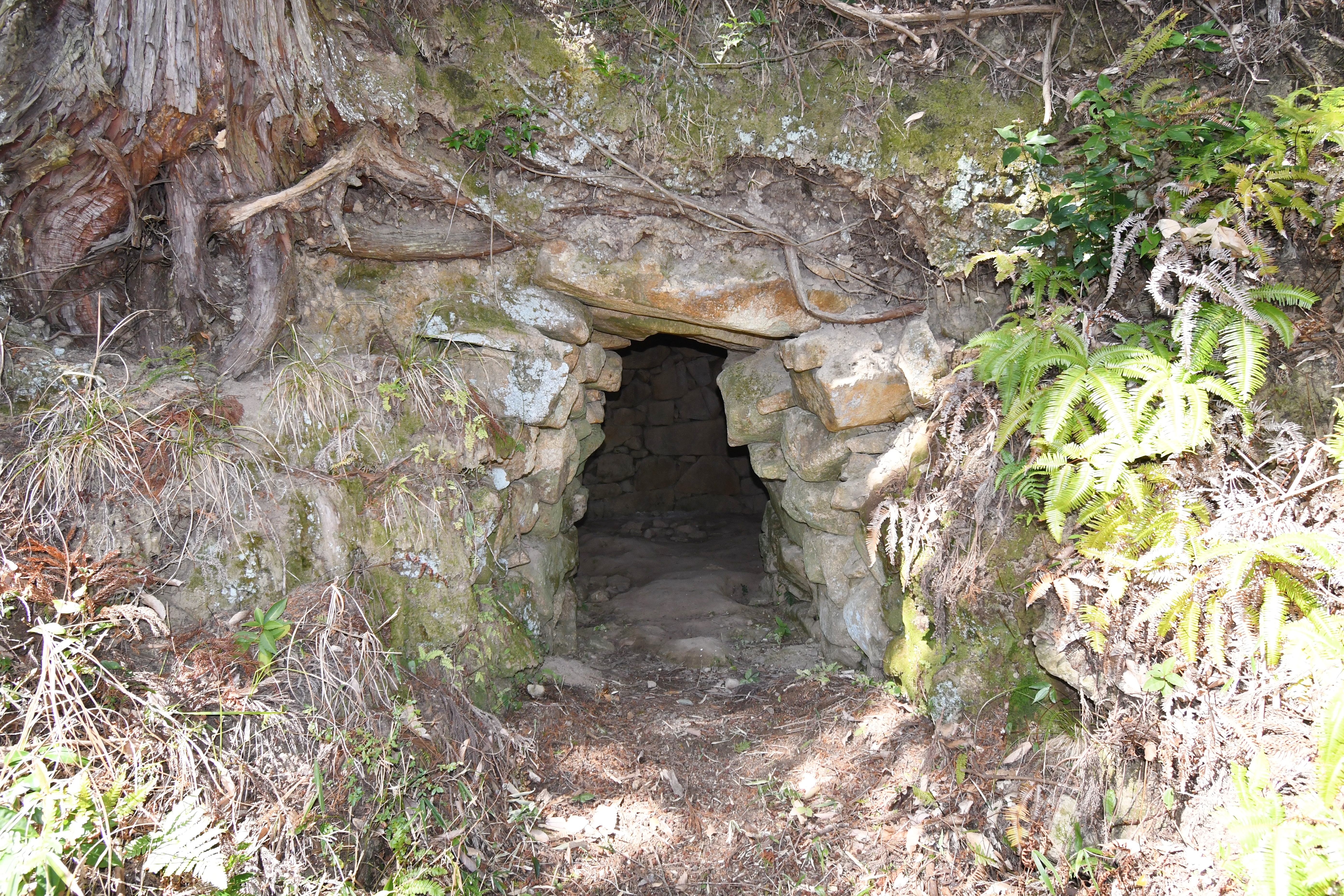
開口部
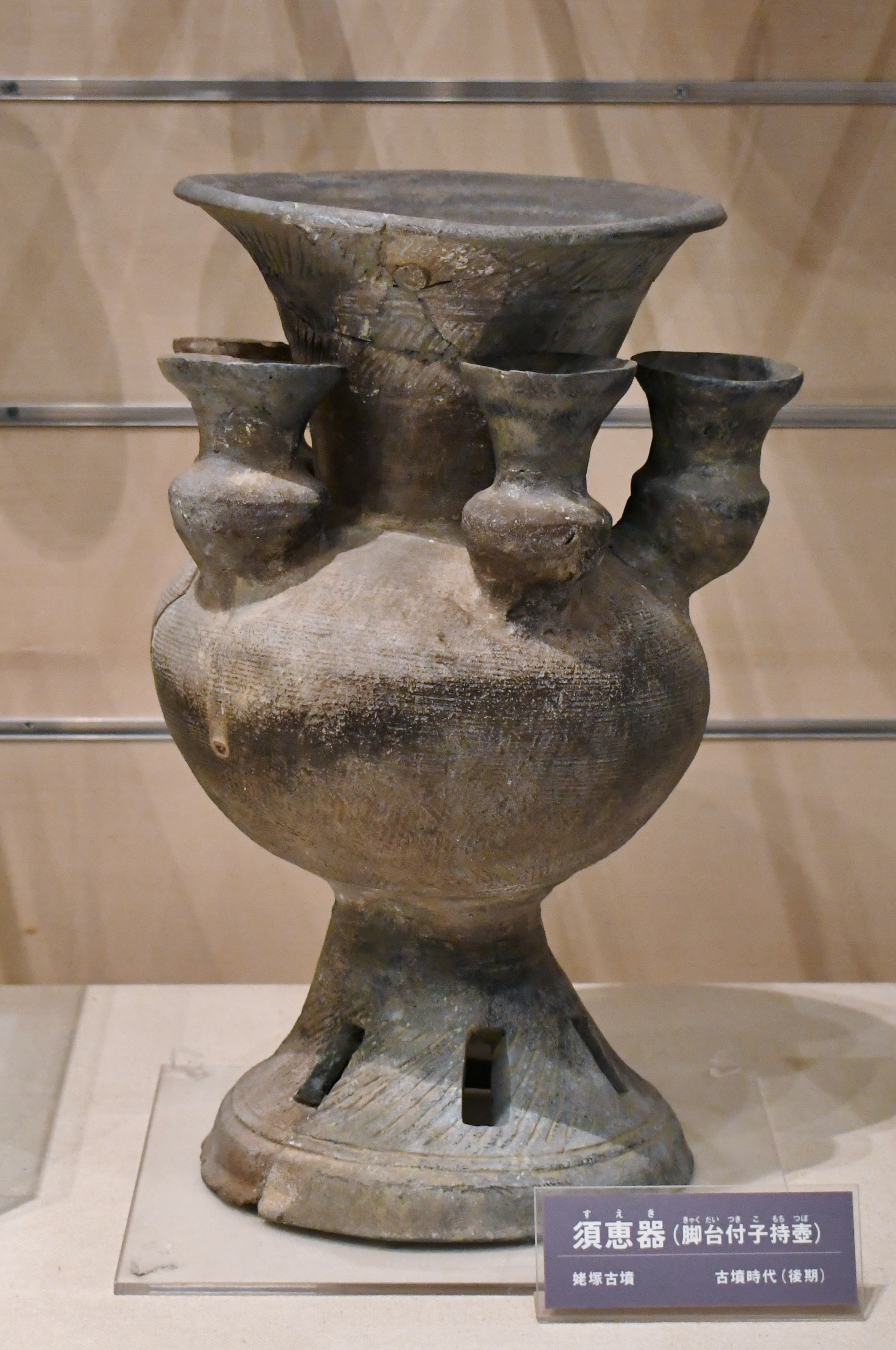
須恵器 脚台付子持壺 たつの市立埋蔵文化財センター展示。

## 文化財

### 兵庫県指定文化財
- 史跡
  - 姥塚古墳 - 1976年（昭和51年）3月23日指定[1]。

## 関連施設
- たつの市立埋蔵文化財センター（たつの市新宮町宮内） - 姥塚古墳の出土品を保管・展示。

## 関連文献
（記事執筆に使用していない関連文献）
- 『播磨新宮町史』 第2巻、新宮町教育委員会。
- 『新宮町埋蔵文化財分布地図』新宮町教育委員会〈新宮町文化財調査報告15〉、1992年。